# Celesta

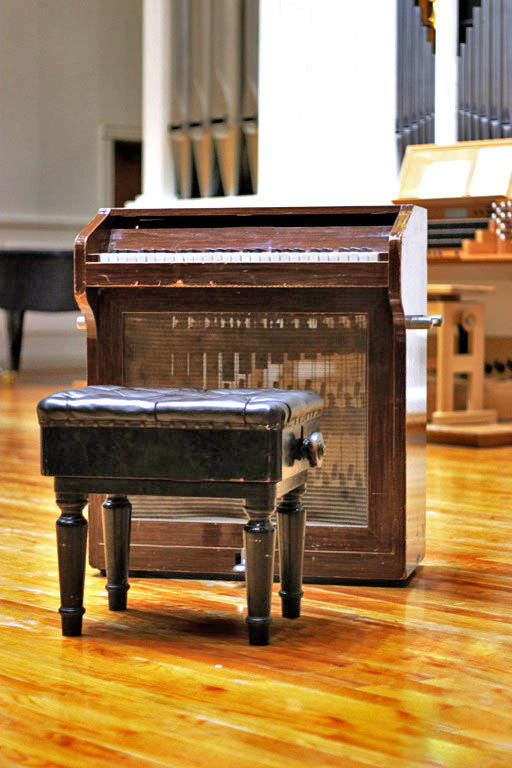
Celesta

La celesta es un instrumento musical de percusión con la apariencia de un armonio o un pequeño piano vertical. Se clasifica entre los instrumentos idiófonos. Su nombre proviene del francés: céleste (celestial).
El sonido de la celesta es similar al del glockenspiel, pero con un timbre mucho más suave y sutil. Esta cualidad le dio al instrumento su nombre, celesta, que significa "celestial" en francés. Una celesta se usa a menudo para amplificar una línea o sección melódica tocada por otro instrumento. El delicado sonido de campana no es lo suficientemente fuerte para ser utilizado en secciones de conjuntos completos; además, la celesta rara vez se usa sola.
La celesta es un instrumento transpositor; suena una octava más alta que el tono escrito. El rango de tono de cuatro octavas generalmente se considera de C4 a C8. Una frecuencia fundamental de 4186 Hz hace de este uno de los tonos más altos de uso común. El instrumento francés original tenía un rango de cinco octavas, pero como la octava más baja se consideró algo insatisfactoria, se omitió en modelos posteriores. El instrumento francés estándar de cuatro octavas ahora está siendo reemplazado gradualmente en las orquestas sinfónicas por el modelo alemán más grande de cinco octavas. Aunque es un miembro de la familia de la percusión, en un sentido orquestal se considera más correctamente un miembro de la sección de teclados y generalmente lo toca un teclista. Las piezas para violonchelo generalmente se escriben en dos bases cerradas, llamadas líneas grandes..

## Descripción

El mecanismo Mustel de la celesta.

El mecanismo de la celesta se compone de martillos activados por teclas, los cuales golpean por arriba unas láminas metálicas colocadas sobre resonadores de madera. Estas láminas, al ser percutidas, causan una resonancia sobre los resonadores, produciendo un sonido «celestial», de ahí su nombre.
Al igual que el piano, la celesta tiene un pedal que permite accionar los apagadores.
La extensión más común es de cuatro o cinco octavas, aunque existen también modelos de cinco octavas y media.

## Historia

### Precursores de la celesta

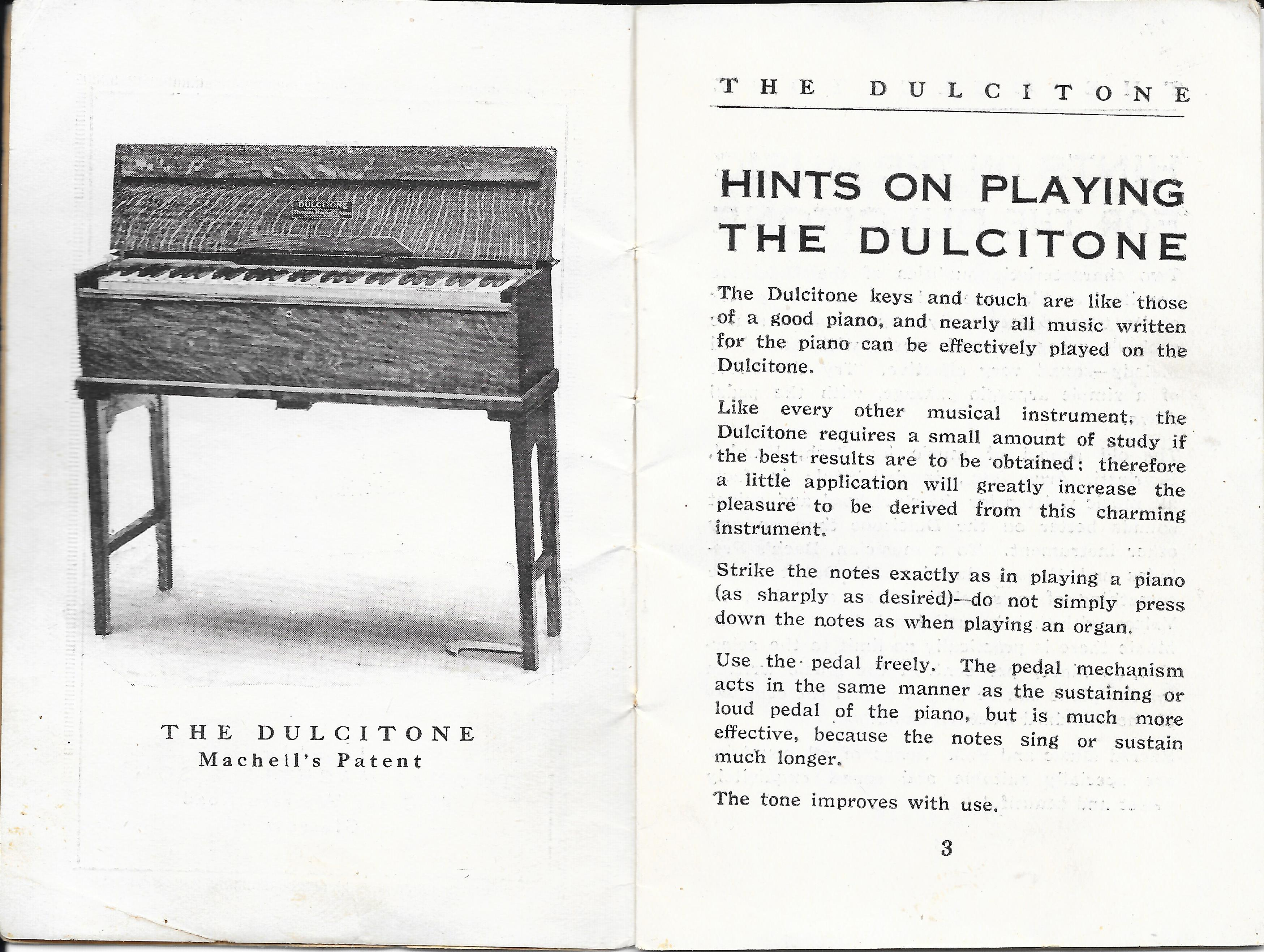
Imagen del manual de usuario del Dulcitone un instrumento de hacia 1860, diseñado por Thomas Machell de Glasgow.

En 1788 el irlandés Charles Glaggett inventó un instrumento denominado aiuton, cuyo  sonido en «dulzura» y suavidad no ha sido superado ni por la armónica de cristal ni por ningún  instrumento de cuerda frotada. Para lograr este sonido Glaggett dispuso en un cajón hueco una serie de diapasones o barras de metal que eran golpeadas por pequeños martillos, los que a su vez se accionaban mediante teclas. Este instrumento, con escalas de tres a seis octavas nunca trascendió su fase experimental.
Entre 1860 y 1865 —vale decir, unos ochenta a ochenta y cinco años después del instrumento de Glaggett— se desarrollaron otros dos precursores de la celesta moderna. Por una parte el dulcitone, patentado por Thomas Machell en Glasgow en 1860, y por otra, el instrumento de construcción similar denominado typophone, diseñado en 1865 por Victor Mustel, el padre del inventor de la celesta actual. Estos instrumentos predecesores también estaban provistos de un teclado y de una serie de diapasones como generadores del sonido. Aunque eran muy parecidos a la celesta actual en cuanto a sonido, el volumen era notablemente más débil, lo que unido a su alto costo, sumó razones para que no llegaran a imponerse. Ambos se utilizaron solo en raras ocasiones, particularmente el typophone se extinguió muy pronto sin llegar a difundirse, dejando pocas huellas de su paso por la historia y ninguna imagen. En la misma línea constructiva siguieron otros instrumentos, aún menos conocidos y de los que casi no se dispone de información precisa: el adiaphon,  desarrollado por Fischer y Fritz en Leipzig (1882) y el euphonium, un diseño de A. Appunn de Hanau.

### La celesta moderna
La antigua idea del siglo xiii de producir, por una parte, un sonido dulce y en lo posible suave, pero que, por otra parte, alcanzara un cierto volumen, condujo cien años más tarde a la invención de la celesta. La idea de dotar a un metalófono de un teclado similar al piano ya se conocía a través del Glockenspiel con teclado. El organero y constructor de  armonios Auguste Mustel desarrolló en 1886 en París un instrumento llamado «Celesta» que cumplía todas las exigencias y que muy pronto se impuso en las orquestas. En 1890 J & P Schiedmayer, más tarde llamada Schiedmayer Pianofortefabrik, construyó en Alemania la primera Celesta bajo la patente de Mustel. La Celesta de Mustel ya correspondía en cuanto a su técnica constructiva a la Celesta moderna, con teclado, placas de acero, resonadores, pedal y tenía el tono «dulce» deseado. La escala alcanzaba sobre cinco octavas, desde c hasta c5. Debido a que la octava más baja tenía un sonido insatisfatorio, en la segunda generación de celestas se construyeron instrumentos con un espectro tonal de cuatro octavas, comenzando con  c1. En tiempo más reciente se han vuelto a construir instrumentos que alcanzan tonos más bajos. La producción de Mustel cesó a mediados de los años 1970. La firma Schiedmayer Celesta  produce hasta hoy instrumentos con las placas de metal que se golpean desde arriba, según la patente de Mustel. Los otros dos fabricantes de Celestas, Yamaha y Kolberg, utilizan adaptaciones de la mecánica del piano y las placas se percuten desde abajo.

## Utilización en obras musicales

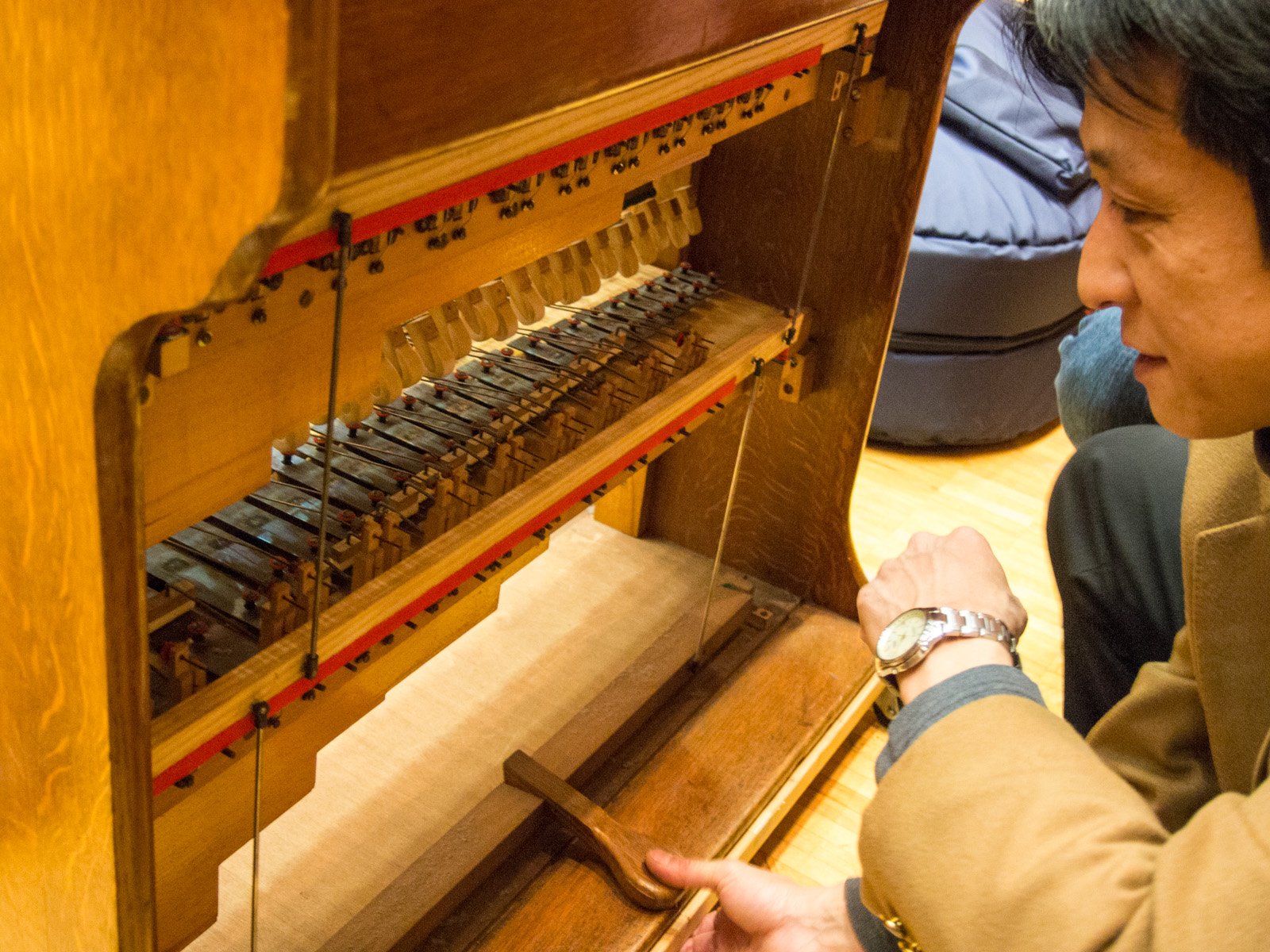
Interior de la celesta

Los compositores franceses y rusos fueron los primeros en utilizar este instrumento dentro de la orquesta sinfónica. Ernest Chausson fue uno de los primeros compositores en utilizar este instrumento en su música incidental La tempestad (1888) para la obra de Shakespeare del mismo nombre. Maurice Ravel utiliza el timbre de campana en el bajo de la celesta en Laideronnette impératrice des pagodas de Ma Mère l'Oye.
Este instrumento también ocupa un lugar privilegiado en Los Planetas de Holst (movimientos dedicados a Saturno y Neptuno).  Las sinfonías núms. 4 y 13 de Shostakovich terminan con una intervención en pianissimo de la celesta, la decimoquinta del mismo compositor también termina con este instrumento, a la que sigue luego algo de percusión. 
Célebres son los ejemplos que encontramos en obras como El aprendiz de brujo de Paul Dukas, El cascanueces de Chaikovski (es el instrumento principal en la Danza del Hada de Azúcar), Ma Mère l'Oye de Ravel, Romeo y Julieta de Prokófiev o El caballero de la rosa de Richard Strauss, así como Béla Bartók en su Música para cuerda, percusión y celesta y Gustav Holst en Los planetas (en el movimiento dedicado a Neptuno). Además es uno de los instrumentos favoritos del compositor de música de cine John Williams. El músico Gustav Mahler utilizó la celesta en su 6.ª Sinfonía, en la 8.ª Sinfonía y en El canto de la tierra. El compositor estadounidense Ferde Grofé utilizó la celesta en su Grand Canyon Suite, incluyendo un solo en el tercer movimiento "On the Trail".
La celesta se utiliza en la cantata Carmina Burana (1936) de Carl Orff, y en algunas óperas del siglo XX como la escena de la Rosa de Plata en El caballero de la rosa (1911).
La celesta es el instrumento que suena al principio de muchas bandas sonoras de las películas de Harry Potter. Es uno de los instrumentos de percusión favoritos del compositor estadounidense John Williams.
Está presente en la canción «Everyday»  de Buddy Holly, y también es el instrumento que George Martin utiliza en la versión de The Beatles de «Baby It's You».
Algunos otros artistas pop que utilizan este instrumento son Tom Waits en Closing Time, Björk en Vespertine o Emilie Simon en La marcha de los pingüinos, por ejemplo. También lo utiliza la orquesta que acompaña a Charles Trenet en Douce France, en la introducción de Sunday Morning de Velvet Underground. También se puede escuchar en las canciones Novocaine for the soul y Flyswatter de la banda Eels. El músico de jazz Thelonious Monk también la toca en la canción Pannonica del álbum Brilliant Corners.  El cantante Iggy Pop de la banda de protopunk Iggy and the Stooges también toca la celesta en la canción "Penetration" del álbum Raw Power de 1973.
Se puede escuchar una celesta en el tema “De Madrugada”, incluido en el álbum “Leguleya No”, de Justo Betancourt, cantante cubano de ritmo afrocaribeño (salsa), tema arreglado de la mano del pianista Javier Vázquez, compositor, pianista y arreglista de Ismael Rivera, Chamaco Ramírez.

## Fabricantes

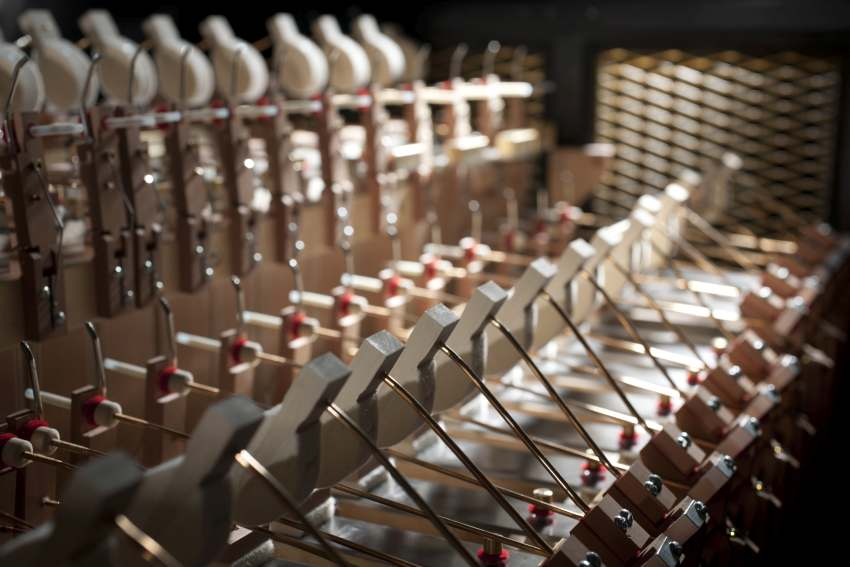
Vista interior de una celesta

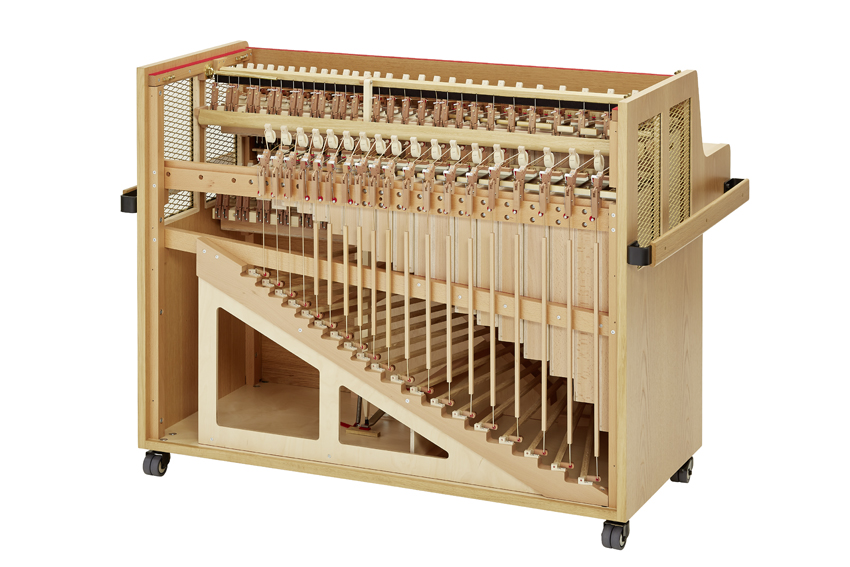
Celesta sin tapa trasera

Schiedmayer y Yamaha son las únicas empresas que actualmente fabrican celestas. Otros fabricantes conocidos que fabricaron celestas en el pasado incluyen:
- Mustel & Company (París, Francia)
- Simone Bros. Celeste MFGS (Filadelfia y Nueva York, EE. UU.)
- Morley (Inglaterra)
- Jenco (Decatur, Illinois, EE. UU.)
- Helmes (Nueva York, EE. UU.)